# کانر ریپلی
کانر ریپلی (انگلیسی: Connor Ripley؛ زادهٔ ۱۳ فوریهٔ ۱۹۹۳) بازیکن فوتبال اهل بریتانیا است.
از باشگاه‌هایی که در آن بازی کرده است می‌توان به باشگاه فوتبال میدلزبرو، باشگاه فوتبال آکسفورد یونایتد، باشگاه فوتبال بلکبرن روورز، باشگاه فوتبال برادفورد سیتی، باشگاه فوتبال اوسترشوندس، و باشگاه فوتبال مادرول اشاره کرد.
وی همچنین در تیم‌های ملی فوتبال زیر ۱۹ سال انگلستان و زیر ۲۰ سال انگلستان بازی کرده است.